# 369 (Chorwacki) Pułk Piechoty

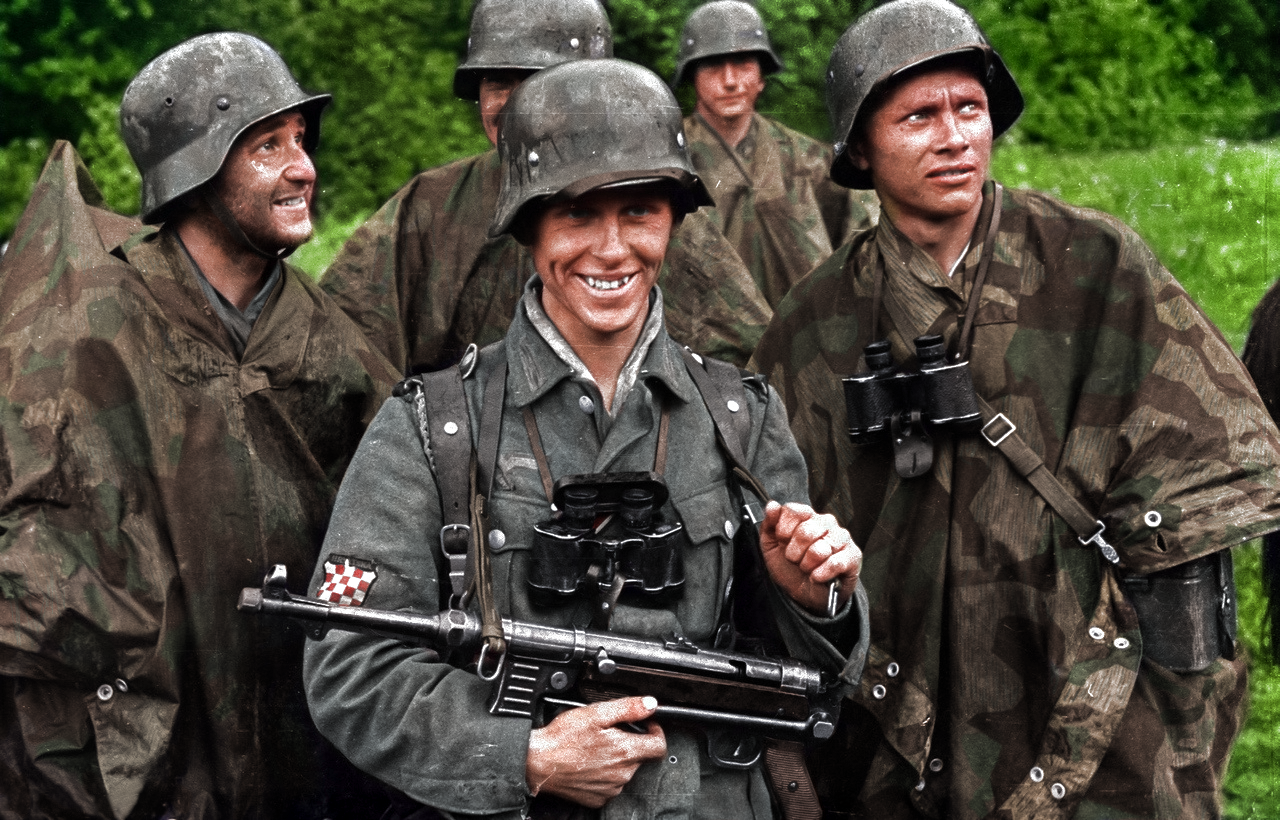
Żołnierze pułku

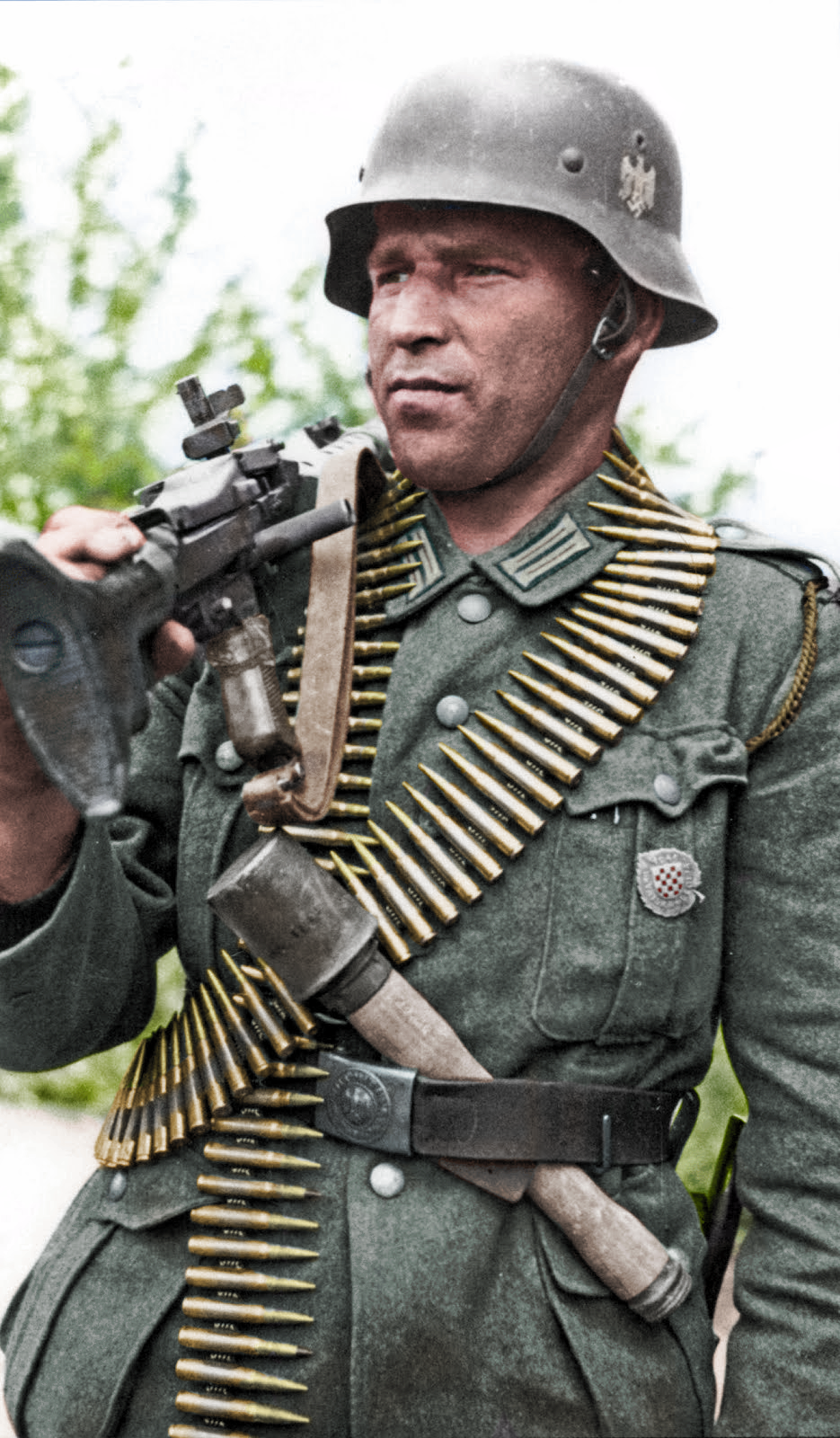
Żołnierz pułku

Sztandar pułku (awers)

Sztandar pułku (rewers)

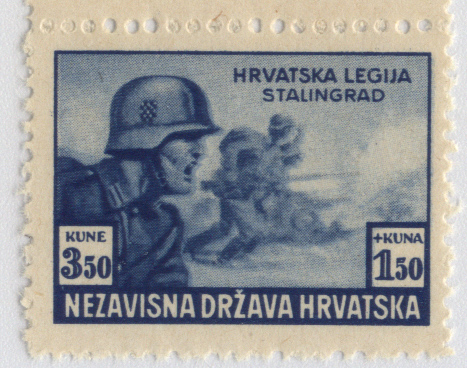
Chorwacki znaczek pocztowy gloryfikujący 369 Pułk Piechoty

369 (Chorwacki) Wzmocniony Pułk Piechoty (niem. Verstarken Kroatischen Infanterie-Regiment 369., chor. 369. pojačana pješačka pukovnija, zwany też Legionem Chorwackim) – chorwacki ochotniczy związek taktyczny walczący w składzie niemieckiego Wehrmachtu podczas II wojny światowej.

## Geneza
22 czerwca 1941 r., czyli pierwszego dnia operacji Barbarossa, Ante Pavelić, przywódca Niepodległego Państwa Chorwackiego (NDH), odbył spotkanie z przedstawicielami władz wojskowych i cywilnych w celu zdecydowania o pomocy dla Niemców. Wszyscy byli zgodni w tym, że Chorwaci muszą współuczestniczyć w tej inwazji. Postanowiono skontaktować się z gen. Edmundem Glaise von Horstenauem, przedstawicielem Rzeszy w NDH. Ten zasugerował A. Paveliciowi napisanie listu do Adolfa Hitlera z ofertą wysłania chorwackich wojsk na front wschodni. A. Hitler zaakceptował tę propozycję, uważając, że jak najszybciej Chorwaci powinni wysłać do ZSRR jednostkę lądową, natomiast w późniejszym czasie także oddziały powietrzne i morskie. Natychmiast chorwackie władze rozpoczęły formowanie oddziału piechoty w sile pułku liczącego 3,9 tys. ludzi. Jednakże do 15 lipca zgłosiło się aż ok. 9 tys. ochotników z różnych jednostek Sił Zbrojnych NDH.

## Formowanie
16 lipca jednostka została zorganizowana pod nazwą 369. Verstarken Kroatischen Infanterie-Regiment. Liczyła ogółem 3895 żołnierzy. Potocznie była nazywana Legionem Chorwackim (Hrvatska Legija). Jako związek taktyczny Wehrmachtu jej członkowie nosili niemieckie mundury i dystynkcje. Ich narodowość wyróżniała natomiast plakietka w barwach chorwackich (biało-czerwona szachownica) i napisem Hrvatska umieszczona na lewym ramieniu munduru i po lewej stronie hełmu. Władze państwowe NDH uznawały jednostkę za część własnych sił zbrojnych. 369. pp był oddziałem wzmocnionym i składał się z trzech batalionów piechoty i batalionu artylerii oraz pododdziałów wsparcia i służb. Na jego czele stał płk Ivan Markulj. Natomiast w miejscowości Stockerau w Austrii utworzono batalion treningowy, który przygotowywał uzupełnienia dla macierzystej jednostki na front.
Następnie 369. pp został przetransportowany do Dollersheim w Niemczech, gdzie go wyekwipowano, a żołnierze złożyli przysięgę na wierność A. Hitlerowi i A. Paveliciowi oraz Rzeszy i NDH. Po 3 tygodniach przeszkolenia wojskowego przerzucono go koleją przez Węgry do miejscowości Dongena w Besarabii. Stamtąd marszem dotarł do linii frontu na Ukrainie. Tam dołączyli do jednostki niemieccy podoficerowie. 9 października została ona przydzielona do niemieckiej 100 Dywizji Lekkiej.

## Walki na froncie wschodnim
13 października 369. pp po raz pierwszy starł się z Armią Czerwoną na wschodnim brzegu Dniepru. Jego szlak bojowy wiódł następnie przez miejscowości Petrușeni, Krzemieńczuk, Połtawa, Soroki, Bielce, Pierwomajsk, Kirowograd, Pietropawłowsk, Taraniwka, Grisin, Stalino, Wasyliwka, Aleksandrowka, Iwaniwka, Garbatowo. Chorwaci byli zaskoczeni wielką liczbą poddających się żołnierzy sowieckich. Wielu z nich, a szczególnie Rosjanie i Ukraińcy, wolało iść do niewoli chorwackiej, niż niemieckiej, licząc na lepsze traktowanie. W lipcu 1942 r. 369. pp dotarł do linii rzeki Don. Pod koniec lipca poniósł duże straty w zażartych walkach o kołchoz „Proljet Kultura” pod miejscowością Seliwanowa. 26 sierpnia przybyły z Austrii pierwsze uzupełnienia. Chorwaci zostali odesłani na tyły celem odpoczynku. W okresie od końca sierpnia do końca września brali oni udział w różnych zajęciach treningowych. 22 września nowym dowódcą jednostki został płk Viktor Pavicić. 2 dni potem wizytował ją A. Pavelić, nadając odznaczenia.

## Walki w Stalingradzie
26 września niemieckie dowództwo wydało jej rozkazy marszu na przedmieścia Stalingradu. 369 pp. był jedynym nie-niemieckim oddziałem, który uczestniczył w ataku na miasto, co było dużym honorem i stanowiło wyraz uznania ze strony Niemców w dotychczasowych walkach. Pojawił się nawet pomysł, co prawda niezrealizowany, przemianowania macierzystej 100 Dywizji Strzeleckiej na 100 Niemiecko-Chorwacką Dywizję Strzelecką. W wyniku bardzo ciężkich i zażartych walk stan liczebny 369. pp zmalał w połowie października do jednego słabego batalionu i dwóch słabych samodzielnych kompanii liczących ogółem jedynie 983 ludzi. 16 października udekorowany Żelaznym Krzyżem I klasy za wyjątkowe męstwo został płk V. Pavicić i sierżant Dragutin Podobnik. W ostatnich dniach sierpnia Chorwaci walczyli w ruinach fabryki Czerwony Październik, odpierając sowiecki kontratak idący wzdłuż linii kolejowej. 3 listopada stan liczebny i uzbrojenia resztek 369. pp wyglądał następująco: 1. kompania piechoty z 98 ludźmi i 8 lekkimi karabinami maszynowymi, kompania karabinów maszynowych z 73 ludźmi i 1 ciężkim karabinem maszynowym oraz kompania przeciwpancerna z 20 ludźmi i 6 działami ppanc, co dawało razem 191 żołnierzy, w tym 4 oficerów. Liczba ta nie obejmowała jednostki artylerii, która została rozdysponowana pomiędzy różne dywizje niemieckie. 4 listopada przybyły uzupełnienia, ale umożliwiły one powiększenie resztek 369. pp jedynie do stanu wzmocnionego batalionu. 6 listopada Chorwaci zostali dołączeni do niemieckiego 212 pp. Kontynuowano walki w rejonie fabryki Czerwony Październik. Do 25 listopada Chorwaci obsadzali flankę 6 Armii, wykorzystując do tego każdego żołnierza, nawet chorych i lekko rannych. Pomimo tego Sowieci przez cały czas przenikali na pozycje niemieckie. Pod koniec listopada resztki 369. pp składały się z 5 oficerów, 9 podoficerów i 110 żołnierzy. Żywność i woda były wydzielane w małych ilościach, brakowało też amunicji. Dowódca płk V. Pavicić był w bardzo złej kondycji psychicznej, żyjąc we własnym świecie i wydając rozkazy do nieistniejących oddziałów. 17 grudnia, po zamarznięciu Wołgi, wojska sowieckie otworzyły nowy front od strony rzeki. 16 stycznia 1943 r. Sowieci przypuścili atak z 3 stron na chorwackie pozycje, co doprowadziło do odwrotu za cenę ciężkich strat. Dowództwo niemieckie rozkazało ocalałym Chorwatom wycofać się do okopów wzdłuż b. Akademii Sił Powietrznych ZSRR, które stanowiły ostatni ich punkt oporu. Krótko potem płk V. Pavicić otrzymał wiadomość od dowództwa macierzystej 100 Dywizji Strzeleckiej, że będzie zmieniony. W tej sytuacji, uznając, że nie ma już żołnierzy poza kilkoma rannymi, zaproponował płk. Marko Mesiciovi, dowódcy artylerii, objęcie swojej funkcji. Jednocześnie wymyślił sobie, że samolotem odleci do Stockerau do batalionu treningowego. 20 stycznia usiłował wydostać się ze Stalingradu. Nie wiadomo, co się dalej z nim stało; jedna teoria mówi, że dostał się na pokład samolotu, który został zestrzelony, zaś druga, że został rozstrzelany za dezercję. Natomiast 23 stycznia ze Stalingradu odleciało 18 rannych Chorwatów, ostatnich żołnierzy 369 pp. Pozostali na czele z płk. M. Mesiciem dostali się do niewoli sowieckiej.

## Ostatni okres istnienia
Ocaleli żołnierze chorwaccy zostali odesłani do Stockerau, gdzie – wraz z kadrą batalionu treningowego – stanowili trzon nowej jednostki chorwackiej – 369 Dywizji Piechoty, przeznaczonej do walki z partyzantką na Bałkanach. Weterani 369. pp mieli prawo nosić specjalną odznakę „Odznaka Chorwackiego Legionu 1941”.

## Struktura organizacyjna
- 1 batalion piechoty
- 2 batalion piechoty
- 3 batalion piechoty
- kompania karabinów maszynowych
- kompania przeciwpancerna
- trzy baterie artylerii lekkiej